# Vlajka Minnesoty

Minnesotská vlajka
Poměr stran: 3:5

Vlajka Minnesoty, jednoho z federálních států USA, je od 11. května 2024 tvořena listem o poměru stran 3:5. Žerďovou část tvoří tmavě modrý nekonvexní pětiúhelník (ve tvaru vlaštovčího ocasu) s bílou osmicípou hvězdou (jeden z cípů směřuje k hornímu okraji). Pole ve vlající části je světle modré barvy.
Tmavomodrá barva na vlajce symbolizuje noční oblohu a geografickou podobu území státu (má tvar obrysu státu), světlemodrá barva představuje vodní bohatství „Státu 10 000 jezer“ (jedna z přezdívek státu). Hvězda znázorňuje Polárku či „Hvězdu severu“ (Minnesotě se přezdívá i „North Star State“, česky Stát severní hvězdy).

Minnesota

## Historie
První vlajka Minnesoty byla přijata 4. dubna 1893. Lícová strana byla tvořena bílým listem, rubová modrým, obě s uprostřed umístěným znakem (pečetí).
V roce 1957 byla vlajka změněna, kromě změny znaku byly barvy listu sjednoceny na tmavě modrou.
Od 2. srpna 1983 byla minnesotská vlajka opět upravena, modrá barva vlajkového list byla nově světlejší, drobné změny byly i v zobrazení znaku.

Minnesotská vlajka (1893–1957) Poměr stran: ? (5:6)
Rubová strana minnesotské vlajky (1893–1957) Poměr stran: ? (5:8)
Minnesotská vlajka (1957–1983) Poměr stran: ? (5:8)
Minnesotská vlajka (1983–2024) Poměr stran: 3:5

1. ledna 2024 vydala Komise pro změnu státních symbolů zprávu určenou guvernérovi státu, předsedovi senátu a předsedkyni sněmovny o výběru nové vlajky. Vlajka byly vybrána z 2128 návrhů.
Vlajka vstoupila v platnost ke dni 11. května 2024.